# 과학을 말한다
《과학을 말한다》(Closer To Truth: Science, Meaning and the Future)는 미국 PBS에서 제작한 과학 대담, 토론 텔레비전 시리즈물이다. 대한민국 OUN이 번역하여 붙인 제목이며, 진행자는 로버트 로런스 쿤 박사이며, 쿤 재단의 후원으로 제작되고 있다.
프로그램은 새롭게 발견되었거나, 발전되고 있는 과학과 그러한 첨단 과학이 어떤 의미를 가지는가에 대해 분야의 과학자와 석학들이 나와서 토론하는 형식으로 진행된다. 프로그램이 다루는 주제는 "뇌와 마음", "생물학과 의학", "우주와 세계", "과학, 철학, 종교", "과학과 실세계" 다섯 개의 카테고리로 나뉘어 있다. 프로그램은 미국 전역을 비롯해, 대한민국, 중국, 캐나다, 이스라엘에서도 방영되고 있다.
80여 개로 예정되어 있는 새로운 시즌이 2007년 현재 제작 중이다. 주제는 천문 물리학, 우주론, 인식의 근원, 종교철학, 신학, 과학과 종교의 관계 등을 아우르며, 과학자와 철학자가 토론 패널로 참여한다.

## 주제

### 시즌 1
- 101: "What are the Grand Questions of Science?"
- 102: "Will the Internet Change Humanity?"
- 103: "What’s Creativity and Who’s Creative?"
- 104: "New Communities for the New Millennium"
- 105: "How Did This Universe Begin?"
- 106: "Can We See the Near Future — Year 2025?"
- 107: "What is Consciousness?"
- 108: "Can You Really Extend Your Life?"
- 109: "Can ESP Affect Your Life?"
- 110: "Whatever Happened to Ethics and Civility?"
- 111: "How Does Technology Transform Thinking?"
- 112: "Strange Physics of the Mind?"
- 113: "Can Science Seek the Soul?"
- 114: "Does Sex Have a Future?"

### 시즌 2
- 201: "Can We Imagine the Far Future—Year 3000?"
- 202: "How Do Breakthroughs Change Science?"
- 203: "How Does Creativity Work at Work?"
- 204: "Do Brains Make Minds?"
- 205: "Will Gene Therapy Change the Human Race?"
- 206: "Why are Music and Art So Exhilarating?"
- 207: "Why is Quantum Physics So Beautiful?"
- 208: "How Did We Think in the Last Millennium?"
- 209: "Who Needs Sex Therapy?"
- 210: "Can Technology Transform Society?"
- 211: "Can You Learn to Be Creative?"
- 212: "What is Parapsychology?"
- 213: "When Will This Universe End?"
- 214: "Will Intelligence Fill This Universe?"

### 시즌 3
- 301: 과학소설은 과학인가? ("Is Science Fiction Science?")
- 302: 과학과 종교 ("Can We Believe in Both Science and Religion?")
- 303: 자폐증과 뇌 ("How Does the Autistic Brain Work?")
- 304: 우주의 신비 ("How Weird is the Cosmos?")
- 305: 미생물의 두가지 얼굴 ("Microbes — Friend or Foe?")
- 306: 우주의 숨겨진 질서 ("How Does Order Arise in the Universe?")
- 307: 과학과 음악 ("Why is Music So Significant?")
- 308: 양자 컴퓨터의 꿈 ("Will Computers Take a Quantum Leap?")
- 309: 첨단을 걷는 정신의학 ("Does Psychiatry Have a Split Personality?")
- 310: 기초과학과 국가안보 ("How Does Basic Science Defend America?")
- 311: 대체의학의 가치 ("Who Gets to Validate Alternative Medicine?")
- 312: 의식은 정의될 수 있는 주제인가 ("Is Consciousness Definable?")
- 313: 외계생명체는 존재하는가("Is the Universe Full of Life?")
- 314: 첨단 과학에 위협받는 종교 ("Can Religion Withstand Technology?")
- 315: 신약개발의 윤리적 과제 ("Testing New Drugs: Are People Guinea Pigs?")